# Sleeping in My Car
A Sleeping In My Car című dal a svéd Roxette 1994. március 7-én megjelent kislemeze az 5. Crash! Boom! Bang! című stúdióalbumról. A dalt Per Gessle egy óra alatt írta, és ez volt az utolsó dal, melyet rögzítettek az albumra. A dal egy pop-rock dal melyek punk elemeket is tartalmaz. Marie Fredriksson hangterjedelme több mint három oktávot ölel át a dalban. A dalt a csapat az MTV Europe Music Awards díjkiosztón adta elő először.
A dal sikeres volt Európában, Ausztráliában, és Új-Zélandon is. Ez volt a második No1 kislemezük Svédországban, és több országban is Top 20-as sláger volt. Ez volt az amerikai Billboard Hot 100-as listán az utolsó daluk, mely az 50. helyig jutott.

## Sikerek
A dal egész Európában sikeres volt. Svédországban a 2. No1 kislemezsikerük volt, ahol összesen 3 hetet töltött a svéd kislemezlistán. A dalt megelőzte Dr. Alban "Look Who's Talking" című dala, így a Roxette kislemez slágere a 2. helyezett volt Dániában és Finnországban. A dal Top 10-es helyezett volt Ausztriában, Belgiumban, Izlandon, Norvégiában, és Svájcban. A Billboard European Hot 100-as listán a dal a 7. helyen végzett. Németországban hatalmas sláger volt, ahol két egymást követő héten keresztül a 11. helyezett volt, és négy hónapig volt slágerlistás helyezett.
A "Sleeping in My Car" a duó utolsó slágerlistás sikere volt Ausztráliában, és Új-Zélandon. Mindkét országban Top 20-as sláger volt. Később a "Run to You" a 49. helyezett volt Ausztráliában, a "Crash! Boom! Bang!" című dal pedig az 50. Új-Zélandon. Ez volt az utolsó dal mely szerepelt a Billboard Hot 100-as listán. A kanadai RPM Top kislemezlistán ezzel szemben a 2. helyet sikerült megszerezni. Hasonlóképpen a kanadai Record listáján a 3. helyezett volt a dal.
Amikor a Roxette 1995-ben a "Crash! Boom! Bang! Tour turné részeként Kínában járt, a pekingi Workers Indoor Arénában fellépett, a kínai kormánytisztviselők megkövetelték, hogy a zenekar változtassa meg a dalnak a szövegét. "Megállapodtunk, de végül nem változtattuk meg" – mondta Gessle.

## Megjelenések
Mindent dalt Per Gessle írt.
- 7" & CD Single  Ausztrália EMI 8650694 ·  Európai Unió EMI 8650697 ·  Egyesült Királyság EMI EM314 ·  Amerikai Egyesült Államok EMI 4KM-58143

1. "Sleeping in My Car" – 3:33
2. "The Look" (Unplugged Version) – 5:11

- CD Single  Ausztrália &  Európai Unió EMI 8650712)

1. "Sleeping in My Car" – 3:33
2. "The Look" (Unplugged Version) – 5:11
3. "Sleeping in My Car" (The Stockholm Demo Version) – 3:13

- CD Single  Egyesült Királyság CDEM314 ·  Amerikai Egyesült Államok EMI E2-58143)

1. "Sleeping in My Car" – 3:33
2. "The Look" (Unplugged Version) – 5:11
3. "Sleeping in My Car" (The Stockholm Demo Version) – 3:13
4. "Almost Unreal" – 3:59

## Slágerlista
| Slágerlista (1994)                    | Legjobb helyezések |
| ------------------------------------- | ------------------ |
| Ausztrália (ARIA)                     | 18                 |
| Ausztria (Ö3 Austria Top 40)          | 6                  |
| Belgium (Ultratop 50 Flanders)        | 4                  |
| Kanada Top Singles (RPM)              | 2                  |
| Canada (The Record)                   | 3                  |
| Denmark (Tracklisten)                 | 2                  |
| European Hot 100 (Billboard)          | 7                  |
| Finland (Suomen virallinen lista)     | 2                  |
| Németország (Media Control Charts)    | 11                 |
| Iceland (Íslenski Listinn Topp 40)    | 9                  |
| Írország (IRMA)                       | 16                 |
| Hollandia (Top 40)                    | 15                 |
| Hollandia (Single Top 100)            | 19                 |
| Új-Zéland (Recorded Music NZ)         | 20                 |
| Norvégia (VG-lista)                   | 3                  |
| Polish Airplay (LP3)                  | 14                 |
| Skócia (Scottish Singles Top 40)      | 13                 |
| Spain (AFYVE)                         | 12                 |
| Spanish Airplay (AFYVE)               | 1                  |
| Svédország (Sverigetopplistan)        | 1                  |
| Svájc (Schweizer Hitparade)           | 7                  |
| Egyesült Királyság (UK Singles Chart) | 14                 |
| US Billboard Hot 100                  | 50                 |
| US Mainstream Top 40 (Billboard)      | 22                 |
| US Radio Songs (Billboard)            | 60                 |

| Slágerlista (2016)                    | Legjobb helyezés |
| ------------------------------------- | ---------------- |
| Lengyelország (Polish Airplay Top 20) | 80               |

| Slágerlista (1994)               | Helyezések |
| -------------------------------- | ---------- |
| Belgium (Ultratop)               | 54         |
| Canada Top Singles (RPM)         | 26         |
| Europe (Eurochart Hot 100)       | 45         |
| Germany (Official German Charts) | 75         |
| Netherlands (Dutch Top 40)       | 133        |
| Sweden (Sverigetopplistan)       | 15         |

## Minősítések
| Ország           | Minősítés | Eladások |
| ---------------- | --------- | -------- |
| Svédország (GLF) | arany     | 25.000   |